# Callispa
Genre
Synonymes
- Melispa Weise, 1897
- Miltinaspis Weise, 1904

Callispa est un genre de cassides. C'est le genre type de sa tribu, les Callispini.

## Espèces
Selon Biolib, il y a deux sous-genres (Callispa et Callispella) contenant 162 et 3 espèces respectivement, et 4 espèces de classement incertain (incertae sedis):
- sous-genre Callispa Baly, 1858
- sous-genre Callispella Spaeth, 1935
- Callispa incertae sedis
  - espèce Callispa daurica Mannerheim
  - espèce Callispa elegans Baly
  - espèce Callispa pretiosum Baly
  - espèce Callispa signata (Motschulsky)